# Coccophaginae
Die Coccophaginae bilden eine Unterfamilie der Erzwespenfamilie Aphelinidae. Das Taxon geht auf den Entomologen Arnold Foerster im Jahr 1878 zurück. Die Unterfamilie ist die artenreichste der Aphelinidae mit mehr als 900 beschriebenen Arten, darunter 450, die der Gattung Encarsia zugeordnet werden.

## Merkmale
Die sehr kleinen Erzwespen zeichnen sich innerhalb der Aphelinidae durch 7–9 Fühlerglieder aus. Weiterhin weisen die Vorderflügel keine linea calva auf. Die Gruppe wird aufgrund des Fehlens einer mesofurkalen Brücke, der besonderen Gestalt der Mesofurka sowie einer einzigartigen Modifikation der laterophragmalen Muskeln als monophyletisch betrachtet.

## Verbreitung
Die Unterfamilie ist kosmopolitisch verbreitet.

## Lebensweise
Die Erzwespen parasitieren hauptsächlich sessile Pflanzenlausnymphen, insbesondere aus den Taxa der Mottenschildläuse und Deckelschildläuse. Mehrere Arten werden in der biologischen Schädlingsbekämpfung eingesetzt und kommerziell im Online-Handel vertrieben.

## Innere Systematik
Die Coccophaginae umfassen folgende Gattungen:
- Bardylis Howard, 1907 – 10 Arten
- Coccobius Ratzeburg, 1852 – 108 Arten
- Coccophagoides Girault, 1915 – 9 Arten
- Coccophagus Westwood, 1833 – 268 Arten
- Diaspiniphagus Silvestri, 1927 – 9 Arten
- Dirphys Howard, 1914 – 6 Arten
- Encarsia Foerster, 1878 – 450 Arten
- Idiococcobius Hayat, 2010 – 1 Art (I. encarsoides)
- Lounsburyia Compere & Annecke, 1961 – 2 Arten
- Mexidalgus Myartseva, 2014 – 2 Arten
- Oenrobia Hayat, 1995 – 1 Art (O. kinabaluensis)
- Prococcobius Hayat, 2015 – 1 Art (P. polaszeki)
- Prophyscus De Santis, 1940 – 2 Arten
- Pteroptrix Westwood, 1833 – 72 Arten
- Timberlakiella Compere, 1936 – 1 Art (T. applanatonervus)
- Verekia Risbec, 1954 – 1 Art (V. bruchocida)